# Adelheid Schulz
Adelheid Schulz, född 31 mars 1955, är en tysk före detta medlem av Röda armé-fraktionen.
Schulz var delaktig i flera mord som begicks av RAF under 1970-talet. I april 1977 deltog hon i mordet på riksåklagaren Siegfried Buback och tre månader senare i mordet på bankchefen Jürgen Ponto.
Schulz ingick i Kommando Siegfried Hausner, som 1977 kidnappade och mördade den tyska arbetsgivarorganisationens ordförande, Hanns-Martin Schleyer. Schulz greps tillsammans med Brigitte Mohnhaupt i november 1982 och dömdes 1985 till livstids fängelse.
Schulz frisläpptes 1998 av hälsoskäl. År 2002 beviljades hennes nådeansökan.